# Goldenheart
| Совокупная оценка     | Совокупная оценка |
| Источник              | Оценка            |
| --------------------- | ----------------- |
| AnyDecentMusic?       | 7.9/10            |
| Metacritic            | 81/100            |
| Оценки критиков       |                   |
| Источник              | Оценка            |
| AllMusic              | [ 3 ]             |
| Exclaim!              | 6/10              |
| The Guardian          | [ 5 ]             |
| Newsday               | B–                |
| Now                   | 4/5               |
| Pitchfork             | 7.3/10            |
| RedEye                | [ 9 ]             |
| Slant Magazine        | [ 10 ]            |
| Spin                  | 9/10              |
| Tom Hull – on the Web | B+ ()             |

Goldenheart — второй студийный альбом американской певицы и автора песен Доун Ричард, изданный 15 января 2013 года лейблом Our Dawn Entertainment.
Goldenheart — это эксцентричный альбом в стиле R&B, в котором использованы жанры дрим-поп, альтернативный и танцевальной музыки. Его песни в основном среднетемповые, с сильным грувом и синтезаторами, струнными инструментами, винтажными клавишными и множеством ударных звуков. Это концептуальный альбом, в котором Ричард представляет отношения и личные темы как эпические сказания с помощью магических, средневековых образов и аллюзий к высокому фэнтези и научной фантастике.
Альбом был выпущен Ричард самостоятельно и продвигался с лид-синглом «'86». Альбом дебютировал на 137 месте в чарте Billboard 200 и был продан тиражом 3 000 копий за первую неделю. После выхода Goldenheart получил всеобщее признание музыкальных критиков, которые высоко оценили его грандиозный музыкальный размах и театральную индивидуальность Ричард.

## История
Во время пребывания в различных музыкальных группах Доун Ричард хотела развить свою музыкальную индивидуальность и продолжить сольную карьеру звукозаписи. В 2011 году Ричард продвигала альбом Last Train to Paris (2010) в составе музыкального проекта Шона Комбса Diddy — Dirty Money и выпустила бесплатный микстейп The Prelude to A Tell Tale Heart, который зарегистрировал миллион скачиваний в течение месяца. После расформирования группы в 2012 году она работала с продюсером, менеджером и творческим партнером Эндрю «Друски» Скоттом (Andrew «Druski» Scott) и выпустила EP Armor On, который разошелся тиражом 30 000 копий. Ричард также рекламировала себя через социальные сети и самостоятельно снимала музыкальные видео на YouTube.
Goldenheart является первой главой трилогии о любви, потере и искуплении с последующими частями в виде альбомов Blackheart (2015) и Redemption (2016). Она писала песни для альбомов в течение шести лет. Некоторые были написаны как десятиминутные песни и инструменталы, но Ричард отредактировал их, чтобы они не были «длинными» и «перегруженными».

## Отзывы
Альбом получил положительные отзывы музыкальной критики и интернет-изданий, а некоторые из них назвали Ричард одной из лучших новых музыкантов в поп- и R&B-музыке. Альбом получил 81 из 100 баллов на интернет-агрегаторе Metacritic. Сайт AnyDecentMusic? дал ему 7.9 из 10.
В январе 2013 года Алекс Макферсон написал рецензию для The Guardian, назвав Goldenheart «ослепительным и величественным», поскольку «набор звукового оружия Ричард соответствует её эпическому, элементарному видению» Джейсон Габбелс из Spin' высоко оценил ее эклектичную музыку и разностороннее пение, которое, по его мнению, «преподносит слушателям, убаюканным задумчивостью, изысканные сюрпризы, проходя сложные места достаточно легко, чтобы скрыть свое мастерство». Пишущая для NPR, Энн Пауэрс нашла его в целом созерцательным, радостным и мифологическим. Джонатан Богарт из The Atlantic написал, что со своими текстами, вдохновленными Толкиеном, Ричард «остается верна самым старым и важным стандартам R&B, который, как никакой другой музыкальный жанр, отображает бесчисленные хитросплетения человеческого сердца». Критик Стивен Хайден из Grantland посчитал, что альбом размывает условности R&B, как Фрэнк Оушен в Channel Orange (2012) и Жанель Монэ в The ArchAndroid (2010), и как «амбициозная, уникальная работа», он требует повторного прослушивания. Энди Келлман из AllMusic назвал Goldenheart «роскошным и грандиозным» с достаточным количеством исключительных песен, чтобы компенсировать его интенсивность и снисходительность.
Лори Таффри из The Quietus' сказала, что Ричард отличается от своих современников R&B исключительной креативностью, а критик Pitchfork Эндрю Райс назвал её способности к театральности «беспрецедентными» и написал, что её слегка «хамоватая», но «искренняя личность одновременно очаровывает и придает силы её работам».
Некоторые рецензенты были более критичны. Джесси Катальдо из Slant Magazine написал, что, несмотря на интересную «музыкальную палитру и упорную индивидуальность», Ричард «возвращается к тем же усталым тропам, из-за которых многие обычные R&B-музыканты чувствуют себя такими утомительно знакомыми». Райан Б. Патрик из Exclaim! нашёл тексты альбома не вдохновляющими и написал, что он «функционирует как гипнотическое звуковое отвлечение, но не более того». Бен Рэтлифф из The New York Times охарактеризовал Goldenheart как «странный R&B… временами безвкусный, затянутый, зацикленный на себе, готический, кэмпический, киношный», и размышлял: «Хорошо ли это? Не знаю. Но в нём есть диссонансная притягательность чего-то рискованного. И он достаточно уверен, чтобы звучать нормально». Критик
Том Халл сказал: «Люди, которых я уважаю, любят это и ненавидят его, но он настолько ровный, что я не могу сделать ни того, ни другого».

## Список композиций
| №   | Название                                            | Текст песни                        | Музыка                       | Длительность |
| --- | --------------------------------------------------- | ---------------------------------- | ---------------------------- | ------------ |
| 1.  | «Intro (In the Hearts Tonight)»                     | Доун Ричард, Andrew "Druski" Scott | Scott                        | 3:12         |
| 2.  | «Return of a Queen»                                 | Richard, Scott                     | Scott                        | 4:27         |
| 3.  | «Goliath»                                           | Richard, Scott                     | Scott                        | 2:30         |
| 4.  | «Riot»                                              | Richard, Scott                     | Scott                        | 3:32         |
| 5.  | «Gleaux» (продюсеры Andrew "Druski" Scott и Deonte) | Richard                            | Deonte Rogers, Scott         | 4:43         |
| 6.  | «Pretty Wicked Things»                              | Richard, Scott                     | Scott                        | 4:32         |
| 7.  | «Northern Lights»                                   | Scott                              | Scott                        | 3:43         |
| 8.  | «Frequency»                                         | Richard, Scott                     | Scott                        | 3:15         |
| 9.  | «Warfaire»                                          | Carla Carter, Richard, Scott       | Scott                        | 3:19         |
| 10. | «Tug of War» (продюсеры The Fisticuffs)             | Richard                            | Mac Robinson, Brian Warfield | 3:58         |
| 11. | «Ode to You»                                        | Carter, Richard                    | Scott                        | 4:14         |
| 12. | «'86»                                               | Carter, Richard, Scott             | Scott                        | 3:22         |
| 13. | «In Your Eyes»                                      | Richard, Scott                     | Scott                        | 3:30         |
| 14. | «Break of Dawn»                                     | Rosina Russell, Scott              | Scott                        | 6:00         |
| 15. | «[300]»                                             | Carter, Scott                      | Scott                        | 4:15         |
| 16. | «Goldenheart»                                       | Richard                            | Клод Дебюсси[A], Scott       | 5:15         |

- ↑  трек «Goldenheart» содержит фрагменты «Лунного света»[англ.] из Бергамасской сюиты Дебюсси[20]

## Чарты
| Чарт (2013)                                  | Высшая позиция |
| -------------------------------------------- | -------------- |
| Великобритания (Independent Albums Breakers) | 16             |
| США (Billboard 200)                          | 137            |
| США (Independent Albums)                     | 21             |
| США (Top Heatseekers Albums)                 | 2              |
| США (Top R&B/Hip-Hop Albums)                 | 7              |

## История выхода
| Регион         | Дата            | Лейбл                   | Формат            |
| -------------- | --------------- | ----------------------- | ----------------- |
| Великобритания | 15 января 2013  | Our Dawn Entertainment  | Цифровые загрузки |
| США            | 15 января 2013  | Our Dawn Entertainment  | Цифровые загрузки |
| США            | 22 января 2013  | Our Dawn Entertainment  | CD                |
| Великобритания | 11 февраля 2013 | Altavoz c/o Planetworks | CD                |